# 布倫特伍德 (馬里蘭州)
布倫特伍德（英語：Brentwood）是一個位於美國馬里蘭州佐治王子縣的市鎮。

## 人口
根據2020年美國人口普查的數據，布倫特伍德的面積為1.00平方千米，當中陸地面積為1.00平方千米，而水域面積為0.00平方千米。當地共有人口3828人，而人口密度為每平方千米3,828人。